# 奥连蒂
奥连蒂是巴西圣保罗州的一个市镇。总面积217.819平方公里，总人口5205人，人口密度23.9人/平方公里。